# Katedrála svatého Štěpána (Paříž, zaniklá)
Katedrála svatého Štěpána (fr. Cathédrale Saint-Étienne) byla katolická katedrála v Paříži. Nacházela se na ostrově Cité v prostoru dnešního náměstí Parvis Notre-Dame před současnou katedrálou Notre-Dame. Až do 9. století byla její předchůdkyní. Zbořena byla ve 12. století.

## Historie
V Paříži je možné podle písemných zmínek a na základě archeologických nálezů rekonstruovat skupinu biskupských staveb, tj. katedrály sv. Štěpána a Notre-Dame, baptisterium Saint-Jean-le-Rond a baziliku Saint-Germain-le-Vieux. Kostel sv. Štěpána vznikl buď ve 4. století na základech římské stavby a následně byl upraven nebo byl postaven v 6. století za použití starších stavebních prvků. Založen byl merovejskými králi, pravděpodobně Childebertem I. (511-558), přičemž nelze potvrdit, zdali byl kostel nově založen nebo pouze obnoven.
Jako sídlo biskupa je katedrála sv. Štěpána v písemných pramenech poprvé zmiňována v roce 690 a ještě v roce 829 byla hlavním biskupským kostelem.
V roce 887 během obléhání města Normany, kdy sem bylo přeneseno tělo sv. Germana z kláštera Saint-Germain-des-Prés, byla katedrála ušetřena dobytí. Krátce poté však ztratila svůj význam ve prospěch sousedního kostela Notre-Dame. Žádný text nezmiňuje tento kostel až do roku 1110, kdy se zmiňuje, že kostel je v troskách. Ruiny bývalého katedrálního kostela zmizely při zahájení stavby současné katedrály Notre Dame kolem roku 1160, kterou inicioval biskup Maurice de Sully.

## Architektura
Katedrála svatého Štěpána byla na svou dobu velmi rozlehlá. Jeho západní průčelí se nacházelo asi čtyřicet metrů západně od dnešního průčelí Notre-Dame a bylo jen o méně širší: 36 metrů. Stavba byla 70 metrů dlouhá, tedy o něco více než polovinu délky dnešní katedrály. Řady mramorových sloupů oddělovaly 10 metrů širokou hlavní loď a čtyři boční lodě, první dvě o šířce 5 m a druhé 3,5 m. Zeď druhé jižní lodi byla postavena na základech zdi z období pozdní antiky. Katedrála byla vyzdobena mozaikami a zastřešená kupolí. Měla nejspíš narthex a zvonici a pravděpodobně věž na levé straně.
Výzkumy z roku 1972 neumožnily určit přesně architektonický vývoj stavby ani zjistit, zda jeho pět lodí bylo postaveno ve stejnou dobu. Bazilika byla nejspíš podobná starověkým bazilikám v Římě a Ravenně v Itálii.
Různé části mobiliáře, terakot a mramoru objevené v blízkosti budovy patří do vrcholného středověku. Různé texty včetně jednoho datovaného do doby kolem roku 1110 umožňují považovat je za pozůstatky z katedrály.
Severně od katedrály v prostoru dnešní ulice Rue du Cloître-Notre-Dame se nacházelo baptisterium Saint-Jean-le-Rond zasvěcené Janu Křtiteli. Jeho první písemná zmínka pochází z roku 452. V 5. století se zde měla svatá Jenovéfa shromáždit s ženami Paříže, aby společnými modlitbami odvrátily Attilův útok na město. Rovněž zde bylo v roce 881 ukryto tělo svatého Germana před útokem Normanů.

## Archeologické nálezy
Už od 19. století jsou bohaté archeologické nálezy pod Parvis Notre-Dame. Nejvýznamnější výzkumy proběhly v letech 1847, 1907 a 1965-1967. Výzkumy odhalily významné pozůstatky z galo-římského období a středověku, mezi nimi především základy kultovní stavby ve formě pětilodní baziliky. V roce 1972 bylo pod náměstím vybudováno podzemní archeologické muzeum nazvané Crypte archéologique, kde jsou od roku 1980 objevy přístupné veřejnosti.